# Ingolf Burkhardt
Ingolf Burkhardt (* 30. Juni 1963 in Unterschefflenz) ist ein deutscher Jazztrompeter (auch Flügelhorn).

## Leben und Wirken
Burkhardt spielte ab dem 9. Lebensjahr in der örtlichen Blaskapelle, dann in Tanzkapellen. Von 1985 bis 1989 studierte er an der Musikhochschule Köln bei Manfred Schoof. Weiterhin erhielt er Privatunterricht bei Bobby Shew in der Vollatem-Technik, der ihn musikalisch sehr prägte. Er spielte zunächst im Landesjugendjazzorchester Baden-Württemberg unter Jiggs Whigham, bevor er 1987 im Bujazzo, aber auch mit Peter Herbolzheimers Rhythm Combination & Brass auftrat. 1990 wurde er Mitglied der NDR-Bigband, wo er auf zahlreichen Produktionen als Erster Trompeter und Solist wirkte, wie in „Joy Spring“ (1992, Arrangement Herb Geller). Mit Ludwig Nuss leitete er ein Quintett (Jazzed Friends), der das Hamburg Jazz Quartet und seine groove-orientierte Band Jazul folgte.
Burkhardt spielte auch mit den Bigbands von Bobby Shew und Thilo Berg sowie der Köln Bigband. Auch nahm er mit Brigitte Dietrich/Joe Haider und mit Alan Skidmores Ubizo auf. Daneben hat er auch mit Trio Rio, Dieter Bohlen, Echt und James Last gearbeitet.
Zwischen 2001 und 2008 war er Professor an der Hochschule für Musik und Theater Hamburg. Auch leitet er Workshops und Masterclasses in ganz Europa.

## Lexikalische Einträge
- Jürgen Wölfer: Jazz in Deutschland. Das Lexikon. Alle Musiker und Plattenfirmen von 1920 bis heute. Hannibal, Höfen 2008, ISBN 978-3-85445-274-4.